# Jacek Dłużewski
Jacek Piotr Dłużewski (ur. 15 września 1966 w Zielonej Górze) – malarz, rysownik, nauczyciel akademicki. Skończył studia na PWSSP we Wrocławiu w latach 1986–1989 oraz w ASP w Krakowie (Wydział Malarstwa) w latach 1989–1992. Brał udział w kilkudziesięciu wystawach indywidualnych i zbiorowych. Dwukrotny stypendysta Ministerstwa Kultury (2003, 2005). Jako student dorabiał przy renowacji dzieł sztuki.
W 2023 został odznaczony Brązowym Krzyżem Zasługi.

## Wystawy

### Wybrane wystawy indywidualne
- 1995, Galeria Grodzka, BWA, Lublin
- 1996, Galeria Awangarda, BWA, Wrocław
- 1997, Otwarta Pracownia, Kraków
- 1997, Galeria Prowincjonalna, Słubice
- 1999, Galeria Koło, Gdańsk
- 1999, Muzeum Ziemi Lubuskiej, Zielona Góra
- 1999, Galeria Kameralna, Słupsk
- 2000, Otwarta Pracownia, Kraków
- 2002, Otwarta Pracownia, Kraków
- 2002, BWA, Zielona Góra
- 2003, Galeria ON, Poznań
- 2003, Galeria Promocyjna, Warszawa
- 2005, Otwarta Pracownia, Kraków
- 2005, Galeria Nizio, Warszawa[5]
- 2005, Bałtycka Galeria Sztuki Współczesnej w Słupsku, Ustka;
- 2005, Galeria Katowice

### Wybrane wystawy zbiorowe
- 1993, V Biennale Sztuki Nowej, Zielona Góra
- 1993, Krajowa Wystawa Malarstwa Młodych i Konkurs im. E. Gepperta, BWA, Wrocław (Grand Prix)
- 1994, Kilku Malarzy, Pałac Sztuki, Kraków
- 1995, Pola Sztuki, Zielona Góra
- 1996, "Rozpoznanie, obrazy z lat 90-tych", Bunkier Sztuki, Kraków
- 1996, O obiektach x 6, Galeria nad Wisłą, Toruń
- 1998, Kolekcja, Galeria Prowincjonalna, Słubice
- 2000, "Najgroźniejsze Pędzle", Królikarnia – Oddział Muzeum Narodowego, Warszawa
- 2002, Równoległość – Kontynuacja i Sprzeciw, BWA, Wrocław
- 2002, Figuranci, CSW Inner Space, Poznań; Bałtycka Galeria Sztuki Współczesnej, Ustka
- 2002, Otwarta Pracownia, Galeria Arsenał, Poznań; BWA, Leszno
- 2003, "Lexmark European Art Prize 2003" (wyróżnienie), Centrum Sztuki Współczesnej, Zamek Ujazdowski, Warszawa
- 2003, "ArtPoznań 2004", Stary Browar, Poznań
- 2004, Młody Kraków w Poznaniu. Artyści z Otwartej Pracowni, Galeria Fizek, Poznań
- 2005, Kraków à Quebec, Le Lieu Centre en Art. Actuel, Quebec (Kanada)
- 2022, Obrazy Jezusa Miłosiernego według wizji s. Faustyny, krużganki klasztoru dominikanów, Kraków
- 2023, Obrazy Jezusa Miłosiernego według wizji s. Faustyny, podziemia katedry warszawsko-praskiej, Warszawa